# Im Ae-gyeong
Im Ae-gyeong (임애경?; Pusan, 11 marzo 1967) è un'ex cestista sudcoreana.

## Carriera
Con la Corea del Sud ha disputato i Campionati mondiali del 1990.